# Богиня Весны (мультфильм)
«Богиня Весны» (англ. The Goddess of Spring) — короткометражный мультфильм (№ 48) из серии мультфильмов «Silly Symphonies» («Глупые симфонии») студии Уолта Диснея, выпущенный 3 ноября 1934 года.

## Сюжет
Богиня весны Персефона гуляет в лесу, когда внезапно появляется правитель подземного мира Плутон и похищает её. Очутившись в подземном мире, Плутон провозглашает богиню своей королевой, но Персефона погружается в печаль, а вместе с ней и вся земля. Плутону это надоедает и он решает отпустить Персефону обратно, но с условием: каждые шесть месяцев, она будет возвращаться на землю, а другие шесть месяцев — в подземный мир. С возвращением Персефоны на землю, мир снова приходит в гармонию.

## Создание
Мультфильм явился одной из первых попыток студии Диснея анимировать персонажей-людей более правдоподобно.
Анимация Персефоны была создана аниматором Гамильтоном Ласке, позднее занимавшегося анимацией Белоснежки из мультфильма «Белоснежка и семь гномов». Он также использовал внешний вид Персефоны в ранних набросках внешности Белоснежки.

## Релизы на видео

### Соединённые Штаты Америки
На DVD мультфильм издавался в основном как дополнительный материал к выпуску. Первый выпуск мультфильма на DVD произошёл 9 октября 2001 года в качестве дополнительного материала к платиновому изданию мультфильма «Белоснежка и семь гномов». Позднее «Богиня Весны» вышла на двухдисковом издании DVD «Walt Disney Treasures: More Silly Symphonies» (с англ. — «Сокровища Уолта Диснея: Больше Глупых Симфоний»), включающим себя мультфильмы «Глупых Симфоний», выходящих в период с 1929 по 1938 года, как один из мультфильмов коллекции. В 2007 году, мультфильм был повторно выпущен на DVD в коллекции под названием Walt Disney’s It’s a Small World of Fun (с англ. — «Это Маленький Мир Веселья»).